# 김기수 (일제강점기)
김기수(金基秀, 일본식 이름: 金田基秀가네다 기슈, 1886년 7월 21일 ~ 1963년 12월 20일)는 일제강점기의 황해남도 지역 유지로 조선총독부 중추원 참의를 지냈다.

## 생애
황해도 재령군에서 출생하여 지난날 한떼 한성부에서 잠시 유아기를 보낸 적이 있는 그의 본적은 현재의 서울특별시 용산구 후암동이다. 1912년 3월 평양고등보통학교의 교원양성소를 졸업하고 교직에 투신했다. 1912년부터 1919년까지 황해도 사리원공립보통학교(1912년 4월 ~ 1914년), 청단공립보통학교(1915년 ~ 1917년), 곡산공립보통학교(1918년), 곡산공립심상소학교(1919년)에서 부훈도로 근무했고 1920년부터 1923년까지 신원공립보통학교 훈도로 근무했다. 1923년 조선총독부 군속(郡屬)으로 임명되면서 전직했으며 1927년 4월 황해도 관선 도평의회원, 1930년 4월 황해도 민선 도평의회원으로 각각 임명되었다.
처음에는 고향인 황해도 재령군에서 일하다가 재령군 하류면장(1926년 ~ 1927년)과 신원면장(1928년 7월 ~ 1932년 9월)을 지냈다. 1932년 관직에서 물러난 뒤로는 농업에 종사하면서 황해도 재령군 지역의 유지로서 신원금융조합장(1919년), 신원연초경작조합장(연도 미상), 조선나병예방협회 평의원(연도 미상) 등을 역임했다.
1934년 11월 천도교 신파가 결성한 시중회 평의원을 역임했으며 1938년 잡지 《동양지광》 창립 발기인, 매일신보사 해주지사장을 역임하였다. 일제 강점기 말기인 1936년 6월부터 1939년 6월까지 조선총독부 중추원 참의를 역임했고 1941년 국민총력조선연맹 이사, 흥아보국단 설립준비위원, 조선임전보국단 발기인 및 이사, 1942년 방공협력회 부회장을 역임하는 등 전쟁 지원 단체에서도 활발히 활동하였다.
2002년 민족정기를 세우는 국회의원모임이 발표한 친일파 708인 명단 중 중추원 부문에 수록되었고, 2008년 민족문제연구소가 정리한 친일인명사전 수록예정자 명단의 중추원과 친일단체 부문에 선정되었다. 2009년 친일반민족행위진상규명위원회가 발표한 친일반민족행위 705인 명단에도 포함되었다.

## 같이 보기
- 조선총독부 중추원
- 시중회
- 조선임전보국단

## 참고자료
- 친일반민족행위진상규명위원회 (2009). 〈김기수〉. 《친일반민족행위진상규명 보고서 Ⅳ-1》. 서울. 858~873쪽.